# 上海說唱
上海說唱是一种曲艺曲种，流行于中華人民共和國上海市和江苏省、浙江省部分地区。上海說唱是中华人民共和国成立后由演员黄永生等人吸收苏州弹词的说、表、唱、做的技巧逐步发展而成的曲种。上海說唱要求说唱结合，并穿插运用各地的方言。唱调吸收了苏滩、宣卷和各地民歌、小调以及各种地方戏曲、曲艺的唱腔。上海說唱一般由1人演唱，也有由2人以上演唱。演员說唱時還會自击三巧板。伴奏乐器一般有扬琴、琵琶、胡琴、月琴、三弦、二胡、笙等，并用鼓板作为打击乐器。